# El fill pròdig
El fill pròdig, op. 46 (en rus: Блудный сын), és un ballet creat pels Ballets Russos de Diàguilev, amb coreografia de George Balanchine i música de Serguei Prokófiev composta durant els anys 1928 i 1929. El llibret, basat en la paràbola de l'Evangeli de Lluc, va ser escrit per Boris Kochno, que li va donar un aire més dramàtic que la paràbola original.
Susan Au escriu a Ballet and Modern Dance que aquesta producció és l'última de Diàguilev i afegeix que "Adaptat d'una història bíblica, s'obre amb la sortida del fill de casa seva i la seva seducció per part d'una bonica però traïdora sirena, els seguidors del qual el roben. Ple de remordiments, ell torna a casa seva, amb el seu pare que el perdona." L'estrena va tenir lloc el dimarts 21 de maig de 1929 al Théâtre de la Ville, París, amb disseny de l'escenari de Georges Rouault i efectes de llum de Ronald Bates. L'estrena al New York City Ballet va ser el dijous 23 de febrer de 1950.